# 杉坂実
杉坂 実（すぎさか みのる、慶応4年8月1日（1868年9月16日） - 没年不詳）は、日本の裁判官。

## 経歴
伊勢国飯高郡粥見村（現在の三重県松阪市）出身。1891年（明治24年）、東京法学院（現在の中央大学）を卒業。1893年（明治26年）、判事検事登用試験に合格し、司法官試補となる。高知区裁判所検事、大阪区裁判所判事、大阪控訴院判事、京都地方裁判所判事、大阪地方裁判所部長、宮城控訴院検事、岐阜地方裁判所検事正、富山地方裁判所所長、前橋地方裁判所所長、新潟地方裁判所所長を歴任した。
その後、台湾総督府法院に転じ、高等法院長を務めた。